# Anton Hilbert

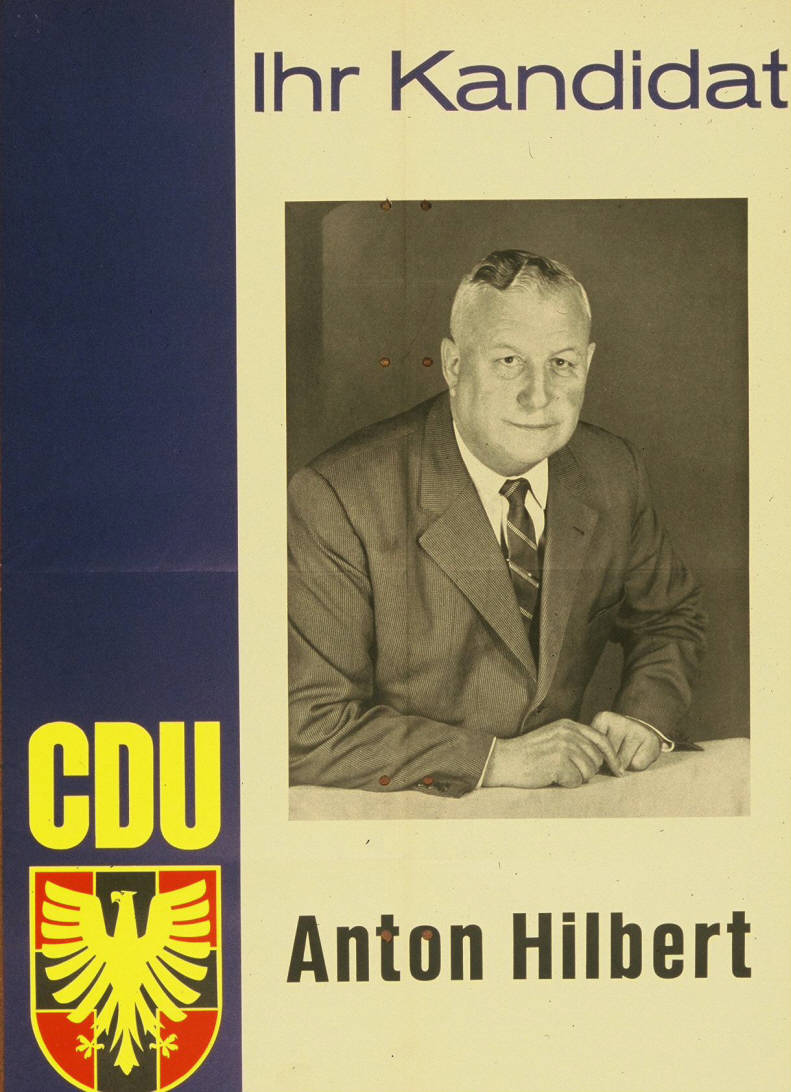
Wahlplakat 1961

Anton Hilbert (* 24. Dezember 1898 in Untereggingen; † 16. Februar 1986 in Stühlingen) war ein deutscher Politiker der CDU und ab März 1949 Mitglied des Parlamentarischen Rates.

## Leben und Beruf
Hilbert, der römisch-katholischen Glaubens war, besuchte nach der Volksschule auch die Landwirtschafts- und die Genossenschaftsschule. Er war dann als Landwirt und Kaufmann tätig. Anfang April 1933 wurde er wegen „Führerbeschimpfung“ verhaftet. Nach seiner Freilassung verließ er Baden, um der politischen Verfolgung zu entgehen, und ließ sich in Thüringen, wo er unbekannt war, nieder. Ab 1945 war er Inhaber eines Kunst- und Natursteinbetriebes. 1946 kehrte er nach Baden zurück.

### Partei
In der Weimarer Republik war Hilbert Mitglied des Zentrums. 1945 beteiligte er sich an der Gründung der CDU in Thüringen. Nach der Rückkehr nach Baden schloss er sich noch im selben Jahr der dortigen BCSV an, die später zum badischen Landesverband der CDU wurde. Von 1948 bis 1962 war er stellvertretender Landesvorsitzender der südbadischen CDU.

### Abgeordneter
Von 1925 bis 1933 war Hilbert Mitglied des Kreistages und von 1929 bis 1933 als Abgeordneter der Badischen Bauernpartei Mitglied des Landtags der Republik Baden.
Hilbert war von 1946 bis 1947 Abgeordneter der Beratenden Landesversammlung, von 1947 bis 1952 des Landtags von Baden und anschließend bis 1956 des Landtags von Baden-Württemberg. Ab 7. März 1949 war er anstelle von Hermann Fecht Mitglied des Parlamentarischen Rates.
Hilbert gehörte dem Deutschen Bundestag seit dessen erster Wahl 1949 bis 1969 an. Er vertrat zuerst den Wahlkreis Donaueschingen und seit 1965 den Wahlkreis Waldshut im Parlament. Vom 21. September 1949 bis zum 17. Januar 1950 war er stellvertretender Vorsitzender der CDU/CSU-Fraktion. Bis zum 22. November 1949 war er auch Vorsitzender des Bundestagsausschusses für innergebietliche Neuordnung, anschließend war er stellvertretender Vorsitzender dieses Ausschusses.
Zur Wahl 1969 trat er aus Gesundheitsgründen nicht mehr an und bot daher Anfang 1968 dem damaligen Bundeskanzler Kurt Georg Kiesinger, welcher kein Bundestagsmandat besaß, den Wahlkreis Waldshut an.

### Öffentliche Ämter
Hilbert war 1945 bis 1946 Bürgermeister von Wutha in Thüringen. 1946 und 1947 war er Staatssekretär im badischen Landwirtschaftsministerium. 1946 bis 1948 war er Bürgermeister von Untereggingen.